# 가오강

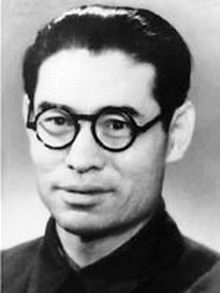

가오강(高岗, 1905년 10월 25일 ~ 1954년 8월)은 국공 내전 중, 그리고 중화인민공화국 초기의 중국공산당(CCP)의 지도자이다. 1949년 전부터 CCP 내의 첫 주요 축출 희생자가 되었다. 이른바 "가오강 사건"으로 불리는 이 사건은 여전히 논란의 주제가 되고 있다. 이 주제에 관한 연구가 한정된 수준으로 이루어졌는데, 부분적으로는 이용 가능한 정보가 상대적으로 적은 것에 기인한다.
1905년 산시성에서 태어난 가오강은 1926년 중국공산당에 들어가 국공 내전 기간 중에 그곳에서 혁명적인 유격 기지를 이끌었다. 그의 배경은 낮은 수준의 교육을 받은 소작농이었다. 매우 학식있는 자는 아닌 것으로 여겨진다. 중국공산당 내 자신의 동료 사이에서 그는 상당한 신뢰와 야망을 가진 것과 바람둥이인 것으로 명성을 얻었다. 마오쩌둥의 신임을 받아 중국의 주요 북동부 지역의 군사 수장이 되었다. 1952년 베이징 중화인민공화국 국가발전개혁위원회의 회장이 될 것을 하달받았고 그곳에서 류사오치와 저우언라이를 상대로 리더십 도전을 시도하였다. 그의 시도는 실패하였고 1954년 8월 자살하였다.